# Sitio de Candía
El sitio de Candía (la moderna Heraclión, Creta) fue un conflicto militar en el que las fuerzas otomanas sitiaron la ciudad veneciana de Candía y del que finalmente salieron victoriosas. Duró desde 1648 hasta 1669 y fue uno de los asedios más largos de la historia.

## Contexto
En el siglo XVII, el poder de Venecia iba menguando en el mar Mediterráneo, a la vez que crecía el poder otomano. La República de Venecia consideraba que los otomanos utilizarían cualquier excusa para seguir adelante con las hostilidades.
En 1644, los Caballeros de Malta atacaron un convoy otomano que se dirigía desde Alejandría hacia Estambul. Desembarcaron en Candía con el botín, que incluía parte del harén del sultán Ibrahim I, que regresaban de una peregrinación a La Meca.
En respuesta, alrededor de 60 000 soldados otomanos, dirigidos por Yusuf Pachá, desembarcaron en la Creta veneciana y ocuparon La Canea y Rettimo (el moderno Rétino). En ambas ciudades emplearon dos meses cada una para ser conquistadas. Entre 1645 y 1648, los turcos ocuparon la mayor parte de la isla y se prepararon para tomar la capital, Candía.

## El sitio

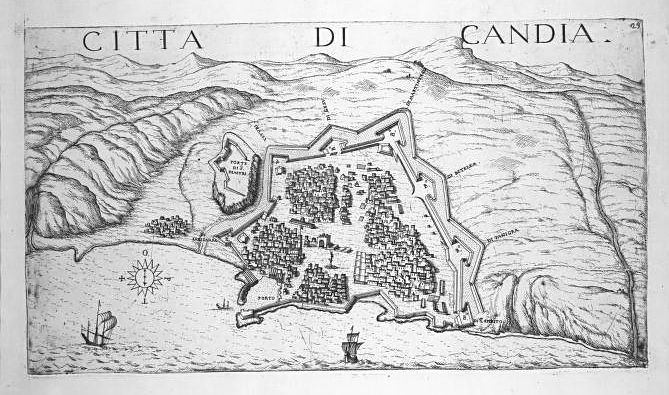
La ciudad de Candía y sus fortificaciones en 1651.

En mayo del año 1648 comenzó el sitio de Candía. Los turcos tardaron sólo tres meses en bloquear la ciudad, incluyendo el corte del suministro de agua y la perturbación del comercio veneciano por mar. Para los próximos 16 años, los turcos bombardearán la ciudad sin poder entrar. En agosto de ese año, Ibrahim I pereció asesinado durante una revuelta de los aghas (generales) jenízaros y fue sucedido por su hijo Mehmed IV, un menor de edad.
Al ser una potencia marítima, los venecianos trataron de bloquear los Dardanelos para impedir que los turcos reabastecieran sus tropas en Creta. Esto dio lugar a una serie de acciones navales, sobre todo en Creta. En 1655, la armada veneciana salió victoriosa contra la armada del Imperio Otomano. El 26 de agosto de 1656, los turcos sufrieron una derrota, aunque cayó el comandante veneciano, Lorenzo Marcello. Durante el 17-19 de julio de 1657, la armada veneciana fue firmemente rechazada por la marina otomana, y el capitán veneciano Lazzaro Mocenigo fue muerto por un mástil defectuoso.
Al firmarse el Tratado de los Pirineos y la paz entre Francia y España el 7 de noviembre de 1659, Venecia empezó a recibir más ayuda de los otros países occidentales. Sin embargo, después de la firma de la Paz de Vasvár (agosto de 1664), los turcos también fueron capaces de aportar más refuerzos militares.
En 1666 fracasó una expedición para recuperar La Canea. En 1669, el intento de levantar el sitio de Candía con una acción conjunta entre el contingente francés de tierra y por mar bajo Mocenigo corrió la misma suerte. El 24 de julio y durante ese intento, La Thérèse, un buque de guerra francés de 900 toneladas armado con 58 cañones que era el segundo buque insignia de la flota, se hundió frente a Candía debido a una explosión accidental del polvorín. El accidente tuvo un efecto devastador en la moral de los defensores de la ciudad.
El punto de inflexión fue la decisión de los franceses de salir de Candía, en agosto de 1669. El almirante Francesco Morosini, comandante de las fuerzas de Venecia, se quedó con sólo 3600 hombres aptos para defender la fortaleza. Se entregó al Gran Visir Ahmed Köprülü el 27 de septiembre de 1669.

## Consecuencias
Como parte de las negociaciones, se permitió salir de la ciudad a todos los cristianos con lo que pudieran llevar consigo. Además, Venecia mantuvo la posesión de tres fortalezas (Grambusa actual Kísamos, Suda y Spinalonga), puertos naturales protegidos donde los venecianos podrían dejar sus buques durante su ruta hacia el este, y vieron compensada la pérdida de Creta por una expansión en Dalmacia. Sin embargo, Morosini negoció el tratado sin pedir la autorización del Senado de Venecia, lo que hizo de él una figura polémica durante algunos años.
Las últimas posesiones venecianas en Creta serían tomadas por los otomanos en 1715 durante la guerra turco-veneciana (1714-1718).
Se dice que el papa Clemente IX cayó enfermo en octubre después de recibir la noticia de la caída de la fortaleza veneciana de Candía. Murió en diciembre de 1669.